# Wonnie Boedhoe
Wonnie Boedhoe is een Surinaams econoom, bestuurder en oud-minister.    
Boedhoe was partijloos toen ze aantrad als minister van Financiën. Ze was in functie vanaf 12 augustus 2010. Hier erfde ze een ondoorzichtige boekhouding van de regering-Venetiaan III. In maart 2011 ontsloeg ze de directie van het staatsbedrijf Surpost vanwege financiële wantoestanden. Boedhoe trad af op 10 juni 2011 en werd vier dagen later opgevolgd door Adelien Wijnerman. Ze trad formeel af om persoonlijke redenen. Bekend was echter ook dat het niet boterde tussen haar en andere leden van de regering, wat in verband gebracht werd met niet-royaal beleid.
Ervoor en erna was ze directeur van de Nationale Ontwikkelings Bank. In februari 2019 schorste de Raad van Commissarissen (RvC) haar omdat ze een collectieve arbeidsovereenkomst (cao) had ondertekend met een loonsverhoging van 12%. De RvC had hier geen toestemming voor gegeven en was daar tegen vanwege de financiële consequenties voor de NOB.
In april 2021 werd zij voorzitter van de Nationale Loonraad, een nieuw orgaan om advies te geven over het introduceren van een minimumloon. In april 2023 werd haar voorzitterschap herbevestigd.
Boedhoe is een voormalig voorzitter van de Vereniging van Economisten in Suriname (VES). In de jaren 2020 maakt ze deel uit van een groep van zeven economen van zoals zij zichzelf noemen seniore professionals. Onder de naam Gi Sranan (Voor Suriname) geven zij belangeloos trainingen aan Surinamers met ambitie voor bestuursfuncties. In april 2025 trad ze aan als voorzitter van het Fonds Voorzieningen Ouderschapsverlof.